# Bourg de Benalla
Pour les articles homonymes, voir Benalla.
Le bourg de Benalla est une zone d'administration locale dans le nord-est du Victoria en Australie. Il est traversé par la Hume Freeway.
Il a été créé en 2002 par éclatement du comté de Delatite.